# Rafael Húmara y Salamanca
Rafael (de) Húmara y Salamanca del Valle (Puerto de Santa María, c. 1800 - 1875) fue un militar, político y escritor español, primero en cultivar el género de la novela histórica en español.

## Biografía
Muy poco se sabía hasta hace poco sobre este importante escritor, aunque era bastante conocido (Ramón Mesonero Romanos le llama "discreto autor de muy lindas novelas"). Militar de oficio, y liberal moderado, habría criticado a los exaltados ya próximo a caer el régimen liberal en España, en la serie de folletos que empieza con la Epístola-sermón a algunos zurriaguistas (1823), de un tal Segismundo Morlesa, sin duda psedudónimo, que se le ha atribuido, pero estos folletos parecen más bien ser obra del periodista Manuel Lozano Pérez Ramajo y la atribución es solo un error de quien leyó mal la nota bibliográfica de Julio Cejador. Lo cierto es que su primera obra parece ser, como él mismo declara, el Diálogo entre el Prado y Tívoli (1822). A fines de abril de 1823 era subteniente del Tercer Ejército de Operaciones y ayudante de órdenes del Estado Mayor. En 1825 estrenó en Toledo una comedia de magia, El genio Azor. Viajó mucho y se interesó profundamente por la historia y la literatura. Hasta 1860 ocupó el cargo de gobernador civil de distintas provincias, Murcia en 1849, la última Lugo.
Su Ramiro, conde de Lucena, obra original en seis libros (1823) fue la primera novela histórica publicada en español; él era consciente de ello, y dejó en su "Discurso preliminar" un documentado estudio del género creado por Walter Scott; tuvo una segunda edición en 1825 y una tercera en 1828. La novela trata de un romántico y caballeresco amor imposible durante el sitio y conquista de Sevilla por Fernando III el Santo en 1247; no es muy convencional su final, que no es feliz. Para su editor moderno, el hispanista Donald L. Shaw, expresa "un desequilibrio tal en la naturaleza misma de las cosas que, como consecuencia, ni la fe, ni el amor ni el heroísmo ni la magnanimidad pueden siempre vencer la fuerza maligna de la fatalidad", pese a las palabras del autor en el Discurso preliminar, en que, quizá previniendo las objeciones a la pintura del influjo funesto de una pasión ciega en la felicidad humana, que es el tema de la obra, escribe que "mi intención ha sido disipar las tinieblas del egoísmo con ejemplos de la magnanimidad, religión y amor patrio de nuestros mayores"... pero hace decir a su protagonista, el adúltero Ramiro, desquiciado entre el amor de la mora Zaida y el de la cristiana Isabel con la que está casado, que "El amor supremo no calcula ni ambiciona más que el amor; la prudencia y la razón son virtudes de la indiferencia". En 1825 le atribuyeron el folleto Guía de lechuguinos que corría por la Corte, "maligno liberlo" cuya autoría rechazó tajantemente. Entre 1827 y 1828 sabemos por Mesonero que frecuentaba la tertulia erudita de José Justo Gómez de la Cortina.
También escribió, cuando ya ostentaba la graduación de capitán, Los amigos enemigos o Guerras civiles (Madrid: Miguel de Burgos, 1834, 2 vols.), editada modernamente por Enrique Miralles García (2018) y ambientada en la guerra de sucesión española (1702-1714), algo relativamente reciente. El autor se documenta con rigor, pero no pierde el pulso narrativo. Según Miralles, en ella
Se homologan dos guerras civiles, una ya superada y otra a punto de estallar, originadas por idéntica causa, la Sucesión de la Corona. La histórica, después del fallecimiento de Carlos II (...); y la del presente, un siglo después, en que se fraguaba una crisis política por la sucesión de Fernando VII, en los años postreros de su reinado, que es cuando Húmara empieza a redactar su novela
Se enfrentan en esta obra, entre intrigas y desencuentros amorosos, dos Españas: la reformista y centralizadora de Felipe V y la foralista y tradicional del Archiduque Carlos. En ambas tendencia, proyectadas al presente en forma de contienda entre liberales y carlistas, busca el autor un equilibrio que sirva de advertencia para el presente; en esto y en subordinar el componente novelesco al relato histórico se anticipa a los Episodios Nacionales de Benito Pérez Galdós. En cuanto a estructura, supera a sus modelos ingleses, franceses y españoles. Pese a la importancia de esta obra, pasó en absoluto silencio crítico, salvo una apresurada reseña sin firma en la Revista Española de 8 de mayo de 1834, al lado del artículo "Las palabras" de Mariano José de Larra.
En 1846, cuando ya era teniente coronel del Estado Mayor, le concedieron la Cruz de San Hermenegildo. Falleció en 1875.

## Obras
- Diálogo entre el Prado y Tivoli, Madrid, 1822.
- Epístola-sermón a algunos zurriaguistas, Madrid: Imprenta que fue de García, 1823, incorrectamente atribuida.
- Ramiro, conde de Lucena, obra original en seis libros, Madrid, 1823, 2 vols.; 2.ª ed. Madrid, 1825[14] y 3.ª París, Bossange padre / Nueva York: Lanuza & Mendía, 1828. Hay edición reciente, pero modernizada en lenguaje, con "Introducción" del hispanista Donald Leslie Shaw, Málaga: Ágora, [1998].
- El genio Azor, o El protector caprichoso, comedia oriental.... Comedia de magia estrenada en Madrid y Toledo en 1825, con música de Manuel Quijano, que ha quedado manuscrita.
- Los amigos enemigos o Guerras civiles, novela histórica original (Madrid: Miguel de Burgos, 1834, 2 vols.). Hay ed. moderna de Enrique Miralles García, Editorial Académica Española, 2018.